# Extreme Obsession Live
Extreme Obsession Live – pierwsze wydawnictwo DVD polskiej grupy muzycznej Thy Disease. 8 września 2002 roku, wraz z zespołami Vader, Krisiun i Decapitated zespół wystąpił w krakowskim studio telewizyjnym na Krzemionkach.
Koncert został zarejestrowany i wydany na płycie DVD i kasecie VHS. Wydawnictwo to pod nazwą Extreme Obsession Live ukazało się 1 kwietnia 2004 roku.

## Lista utworów
1. "Intro"
2. "Cursed"
3. "Impure Lust"
4. "Blade Intimacy"
5. "Angel Ashamed"
6. "Perfect Form"
7. "The Wish"
8. "New Slaughter"
9. "Ultimate Reign"
10. "The Last of the Mohicans"
11. "Cold"
12. "Crashing the Soul"
13. "The Maelstorm Mephisto"
14. "Nihilistic Tranquility"

## Twórcy
- Michał "Psycho" Senajko – śpiew
- Jakub "Cube" Kubica – keyboard
- Dariusz "Yanuary" Styczeń – gitara
- Piotr "Pepek" Woźniakiewicz
- Marek "Marcotic" Kowalski
- Maciej "Darkside" Kowalski – perkusja